# Fort Leonard Wood
Fort Leonard Wood ist eine US-Army-Garnison in den Ozark Mountains im Pulaski County (Missouri) mit dem Status Census-designated place. Das U.S. Census Bureau hat bei der Volkszählung 2020 eine Einwohnerzahl von 15.959 ermittelt.

## Geschichte
Die Garnison wurde ab 1940 errichtet und 1941 nach General Leonard Wood benannt. Anfangs war in Fort Leonard Wood das Engineer Replacement Training Center beheimatet. Später von 1942 bis 1946 wurden dort deutsche und italienische Kriegsgefangene interniert. Ab 1987 wurde die United States Army Engineer School nach Fort Leonard Wood verlegt. Historisch sowie bis in die heutige Zeit beherbergt die Garnison überwiegend Schulungs- und Trainingseinrichtungen der US-Army.

## Dienststellen
- US Army Chemical, Biological, Radiological and Nuclear School
- US Army Engineer School
- US Army Military Police School
- Noncommissioned Officer’s Academy

- 102nd Training Division
- 43rd Adjutant General Reception Battalion
- 399th Army Band
- 5th Engineer Battalion
- 58th Transportation Battalion (Motor Transportation Operator training)